# Bricole

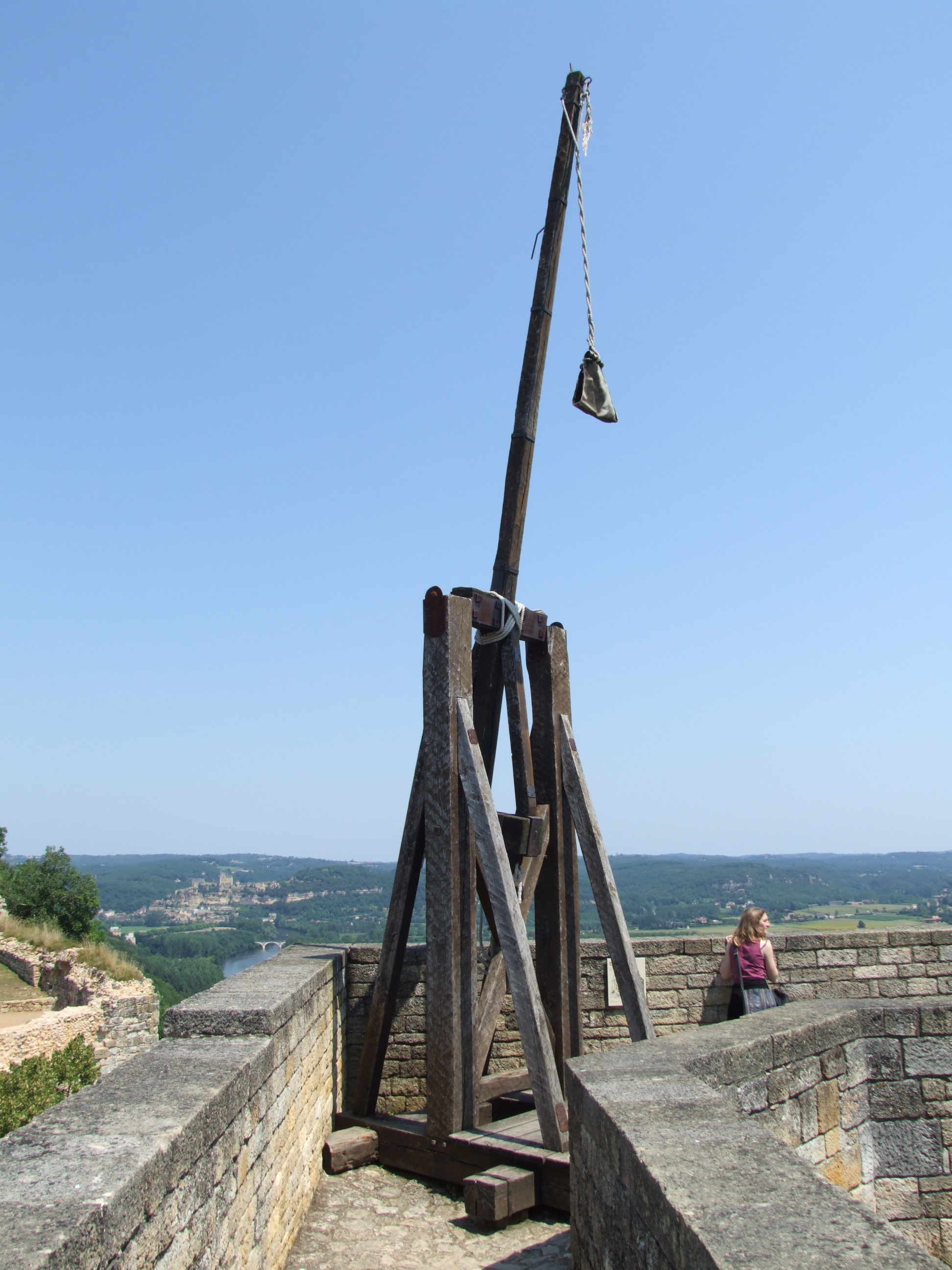
Bricole op de muren van het kasteel van Castelnaud.

De bricole of bricola is een middeleeuws slingerarm-artilleriewapen. De bricole is net als alle andere artilleriewapens uit de oudheid en vroege middeleeuwen een katapult; een wapen dat gebruikmaakt van mechanische energie om projectielen weg te schieten.

## Werking
De bricole maakt gebruik van het hefboomeffect: de kleine trekbeweging op het korte stuk van de arm wordt omgezet in een grote beweging op de slingerarm. De bricole bestaat uit een slingerarm met aan de lange kant een slinger, die aan de ene kant vastzit aan de arm en aan de andere kant met een ring over een pin op het uiteinde van de slingerarm geschoven is. De korte kant van de arm heeft een contragewicht, waardoor het omlaag trekken van de korte kant van de slingerarm veel gemakkelijker gaat dan bij de pierrière.
Nadat er een projectiel in de slinger is gezet wordt het contragewicht met mankracht omlaag getrokken, waardoor de lange arm met het projectiel omhoog slingert. Wanneer de arm in verticale positie is schuift de slingerring van de armpin waardoor het projectiel uit de slinger wordt geworpen. In tegenstelling tot de pierrière heeft de bricole geen aanslagblok waar de arm in verticale positie tegen aan slaat. De slingerarm zwaait dus gewoon verder door naar voren, net als bij de trebuchet.
De slingerkatapult kan tot 1 projectiel per minuut van 10 tot 30 kilogram tot 80 meter wegslingeren. Meestal werden stenen weggeslingerd, maar soms ook vuurpotten om brand te stichten. Bij belegeringen werden soms werden rottende kadavers (om ziekten te verspreiden) of menselijke lichaamsdelen (om te vijand te demoraliseren of intimideren) over de vestingwal of stadsmuur geslingerd. Kleine bricoles konden door 2 of 4 man bediend worden, grotere bricoles hadden meestal 16 trekkrachten.
De pierrière en bricole boden grote voordelen ten opzichte van vroegere katapulten: de machines waren goedkoop te bouwen en zowel de bouw als bediening kon door relatief ongeschoold personeel worden uitgevoerd.

## Geschiedenis

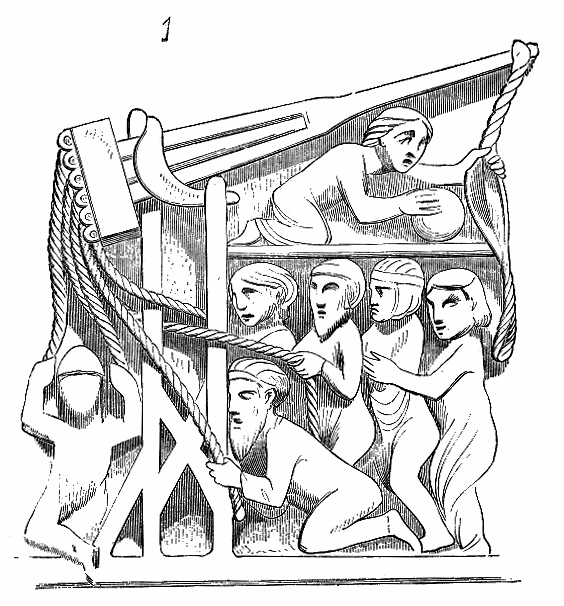
Sculptuur van een bricole in de basiliek van Saint-Nazaire in Carcassonne.

Slingerarmkatapulten zijn gebaseerd op de stafslinger (Latijn: fustibalus), die weer is gebaseerd op het oeroude projectiel-handwapen de slinger. Al voor het begin van onze jaartelling bestonden in het oude China trekslingerkatapulten: in de teksten van de Chinees filosoof Mozi uit de 4e eeuw v.Chr. wordt een dergelijk apparaat beschreven. Via de zijderoute zou het wapen uiteindelijk zijn weg naar Europa vinden. In zijn Strategikon uit de 6e eeuw schrijft de Byzantijnse keizer Mauricius over een slingerkatapult, een "naar twee kanten draaiende ballista". Aan het einde van de 6e eeuw verscheen de slingerarmkatapult ook in Europa, maar tot de 11e eeuw werd deze niet veel gebruikt. Rond die tijd werden oude versterkingen als palissades en donjons vervangen door vrijwel onneembare stenen forten en kastelen. Om deze in te nemen waren nieuwe krachtigere belegeringswapens nodig. Dit werden de slingerarmkatapulten. Vroege slingerarmen zoals de hierboven geschreven machines werkten volledig op trekkracht.
Bij de belegering van Castelnuovo Bocca d'Adda in 1199 werden "trabuchis" ingezet; dit waren waarschijnlijk nog geen trebuchets in de hedendaagse betekenis van het woord maar bricoles. In 1285 zette mammelukken-sultan Qalawun bricoles in bij de belegering van de kruisvaardersburcht van Al Marqab.
De bricole volgde de pierrière op en was van de 12e tot 15e eeuw in gebruik. Het is een voorloper van de krachtigere mangonel en de veel bekendere en nog krachtigere trebuchet.